# Comuna de Horyniec-Zdrój
Horyniec-Zdrój (polaco: Gmina Horyniec-Zdrój) é uma gminy (comuna) na Polónia, na voivodia de Subcarpácia e no condado de Lubaczowski.
De acordo com os censos de 2004, a comuna tem 4933 habitantes, com uma densidade 24,3 hab/km².

## Área
Estende-se por uma área de 202,78 km², incluindo:
- área agricola: 37%
- área florestal: 57%

## Demografia
Dados de 30 de Junho 2004:
|                      | Total   | Total | Mulheres | Mulheres | Homens  | Homens |
| -------------------- | ------- | ----- | -------- | -------- | ------- | ------ |
|                      | pessoas | %     | pessoas  | %        | pessoas | %      |
| População            | 4933    | 100   | 2467     | 50       | 2466    | 50     |
| Densidade (pop./km²) | 24,3    | 100   | 12,2     | 12,2     | 12,2    | 12,2   |

De acordo com dados de 2002  o rendimento médio per capita ascendia a 1373,07 zł.

## Subdivisões
- Werchrata, Prusie, Nowe Brusno, Polanka Horyniecka, Nowiny Horynieckie, Dziewięcierz, Podemszczyzna, Krzywe, Horyniec-Zdrój, Wólka Horyniecka, Radruż.

## Comunas vizinhas
- Cieszanów, Lubaczów, Comuna de Narol.